# Жанайдаров, Сейлбек Мейрамулы
Жанайдаров Сеи́лбек Мейраму́лы (Сеи́лбек Мейрамов) (каз. Сейілбек Мейрамұлы Жанайдаров; 1884, Улытауский район, Российская империя — 1929, Алма-Ата, СССР) — казахский юрист, один из лидеров правительства «Алаш-Орды» и национально-освободительного движения казахской нации.

## Биография
Происходит из племени Аргын, входившего в Средний жуз. В 1913 году окончил юридический факультет Санкт-Петербургского университета. После окончания университета работал в финансовом отделе Витебской губернии. В 1916 году вернулся из Витебска на родину, работал налоговым инспектором в Атбасаре.

## Политическая деятельность
Накануне Февральской и Октябрьской революций вместе с Миржакипом Дулатовым, Мустафой Шокаем и Ахметом Беремжановым активно участвовал в национально-демократическом движении в казахской степи.
В 1916 году занимался организацией помощи казахской молодежи, мобилизованной на тыловые работы. Участвовал в Первом всеказахском съезде, проходившем в Оренбурге, в качестве делегата от Акмолинской области. Был избран членом правительства Алаш-Орды.
В 1918 году по распоряжению Алихана Букейханова был назначен судьей в Акмолинской области. После образования Казахской автономной республики был назначен членом коллегии республиканского финансового народного комиссариата в Оренбурге, работал заместителем народного комиссара, а также народным комиссаром. После переноса столицы в Кызыл-Орду возглавлял Казахстанский сельскохозяйственный банк.
В 1919 году возглавлял отряд Алаш-Орды, участвовавший в подавлении Мариинского восстания.